# اچ‌ام‌اس یونیکورن (۱۷۴۸)
اچ‌ام‌اس یونیکورن (۱۷۴۸) (به انگلیسی: HMS Unicorn (1748)) یک کشتی بود که طول آن ۱۱۷ فوت ۱۰ اینچ (۳۵٫۹۲ متر) بود. این کشتی در سال ۱۷۴۸ ساخته شد.